# Olympische Winterspiele 1948/Teilnehmer (Belgien)
| Gelbes Symbol für Goldmedaillen mit stilisierten Olympischen Ringen | Graues Symbol für Silbermedaillen mit stilisierten Olympischen Ringen | Braundes Symbol für Bronzemedaillen mit stilisierten Olympischen Ringen |
| ------------------------------------------------------------------- | --------------------------------------------------------------------- | ----------------------------------------------------------------------- |
| 1                                                                   | 1                                                                     | —                                                                       |

Belgien nahm an den V. Olympischen Winterspielen 1948 in St. Moritz mit einer Delegation von 11 Athleten teil. Die Athleten aus Belgien konnten eine Gold- und eine Silbermedaille erringen und belegten damit Rang 9 im Medaillenspiegel.
Max Houben nahm nach 1928, 1932 und 1936 bereits zum vierten Mal am Bobwettbewerb der Olympischen Winterspiele teil.
| Teilnehmer aus Belgien | Teilnehmer aus Belgien                                        | Teilnehmer aus Belgien | Teilnehmer aus Belgien | Teilnehmer aus Belgien |
| Sportart               | Sportler                                                      | Disziplin              | Platz                  | Bemerkung              |
| ---------------------- | ------------------------------------------------------------- | ---------------------- | ---------------------- | ---------------------- |
| Bob                    | Max Houben Alfred Mansveld Louis-Georges Niels Jacques Mouvet | Viererbob              | Silber                 |                        |
| Bob                    | Max Houben Jacques Mouvet                                     | Zweierbob              | 4                      | Belgien I              |
| Bob                    | Marcel Leclef Louis-Georges Niels                             | Zweierbob              | 10                     | Belgien II             |
| Eiskunstlauf           | Fernand Leemans                                               | Herren                 | 11                     |                        |
| Eiskunstlauf           | Micheline Lannoy Pierre Baugniet                              | Paarlauf               | Gold                   |                        |
| Eisschnelllauf         | Pierre Huylebroeck                                            | 500 m                  | 40                     |                        |
| Eisschnelllauf         | Pierre Huylebroeck                                            | 1500 m                 | 45                     |                        |
| Eisschnelllauf         | Pierre Huylebroeck                                            | 5000 m                 | 30                     |                        |
| Eisschnelllauf         | Pierre Huylebroeck                                            | 10.000 m               | 12                     |                        |
| Ski Alpin              | Philippe d’Ursel                                              | Abfahrt                | 70                     |                        |
| Ski Alpin              | Philippe d’Ursel                                              | Kombination            | 39                     |                        |
| Ski Alpin              | Michel Feron                                                  | Abfahrt                | 50                     |                        |
| Ski Alpin              | Michel Feron                                                  | Kombination            | 42                     |                        |